# Snooks Eaglin
Snooks Eaglin (21 de enero de 1936 – 18 de febrero de 2009) era un guitarrista y cantante de blues afincado en Nueva Orleans. Fue también conocido como Blind Snooks Eaglin en sus primeros años.
Nacido Fird Eaglin, Jr., su estilo vocal tenía reminiscencias de Ray Charles; en su juventud, en los años 50, a veces se anuncia como el "Pequeño Ray Charles". Generalmente considerado como una leyenda de la música de Nueva Orleans, tocaba una gama amplia de música dentro del mismo concierto, álbum o incluso canción: blues, rock and roll, jazz, country y latino. En sus primeros años también tocaba algunos blues acústicos.
Su capacidad de tocar una gama amplia de canciones y hacerlas propias le ganó el apodo "el jukebox humano." Eaglin reclamó en entrevistas que su repertorio musical había incluido sobre 2.500 canciones.
En espectáculos en vivo, normalmente no preparaba listas de conjunto y era imprevisible, incluso para sus bandmates. Cantaba las canciones que le venían a la cabeza y también peticiones de la audiencia.

## Carrera

### Niñez
Eaglin perdió su vista no mucho tiempo después de su primer cumpleaños tras padecer un glaucoma y estuvo varios años en el hospital con otras dolencias. Alrededor de la edad de cinco años Eaglin recibió una guitarra de su padre y aprende él mismo a tocarla escuchando la radio. Tomó el apodo "Snooks" de un carácter radiofónico llamado Baby Snooks.

### Comienzos
En 1947, a la edad de 11 años, Eaglin ganó un concurso de talento organizado por la estación radiofónica WNOE por cantar "Twelfth Street Rag". Tres años más tarde, sale de la escuela para ciegos para ser músico profesional. En 1952, Eaglin se unió a los Flamingos, una banda local de siete miembros fundada por Allen Toussaint. Los Flamingos no tuvo bajista y según Eaglin, tocaba la guitarra y las partes de bajo al mismo tiempo en su guitarra. Se queda con los Flamingos varios años hasta su disolución a mediados de los años 50.
Como artista en solitario, su dedicación a las grabaciones y las giras fue bastante inconsistente y para un hombre con una carrera de aproximadamente 50 años, su discografía es bastante escasa. Su primer registro fue en 1953, tocando la guitarra en una sesión de registro para James "Sugar Boy" Crawford.
Los primeros registros bajo su propio nombre vinieron cuándo Harry Oster, un folklorista de Universidad Estatal de Luisiana, le encontró tocando en las calles de Nueva Orleans. Oster hizo registros de Eaglin entre 1958 y 1960, durante siete sesiones, qué más tarde se publicaron en discos en varias etiquetas que incluyen Folkways, Folklyric y Prestigie/Bluesville. Estos registros eran en estilo folk blues, Eaglin con una guitarra acústica sin una banda.

### Años 60 y 70
De 1960 a 1963, Eaglin grabó para Imperial. Toca la guitarra eléctrica en las sesiones con el acompañamiento de una banda que incluye a James Booker en el piano y Smokey Johnson en la batería. Graba un total de 26 temas que pueden ser oídos en Los Registros Completos de Imperial. Mucho del material en Imperial fue escrito por Dave Bartholomew. A diferencia de las grabaciones de Harry Oster, estos trabajos en Imperial son en el estilo Nueva Orleans R&B por el qué es ampliamente conocido. Después de Imperial, en 1964, graba sólo en su casa con una guitarra para la Swedish Broadcasting Corporation un registro publicado como I Blueskvarter 1964: Vol.3.
Su próximo trabajo fue en la etiqueta sueca Sonet en 1971. Otro álbum Down Yonder fue publicado en 1978 presentando a Ellis Marsalis en el piano. Aparte de su trabajo, graba sesiones con Profesor Longhair en 1971 y 72 (Mardi Gras in Baton Rouge). También toca la guitarra en The Wild Magnolias álbum grabado en 1973.

### Black Top y últimos años
Se une a Nauman y Hammond Scott de Black Top Records en los años 80, bajo un contrato de registro con la etiqueta. Fueron los años más fértiles de su carrera de registro. Entre 1987 y 1999 graba cuatro álbumes de estudio, un álbum en vivo y aparece como invitado en gran número de registros de otros artistas del sello, incluyendo a Henry Butler, Earl King y Tommy Ridgley.
Después de que Black Top Records cerró sus puertas, Eaglin publicó The Way It Is en Money Pit Records, producido por los mismos hermanos Scott. En 1997 su versión del "St. James Infirmary" fue incluida en un anuncio televisivo UK para Budweiser lager.

### Muerte
Eaglin murió de un ataque de corazón en el Ochsner Centro Médico en Nueva Orleans el 18 de febrero de 2009. Había sido diagnosticado de cáncer de próstata en 2008 y había sido hospitalizado para tratamiento. Estaba planificado que hiciera una actuación de retorno en el New Orleans Jazz & Heritage Festival en la primavera de 2009. En honor a sus contribuciones a la música de Nueva Orleans, se le dedicó una reseña de artista en la cubierta de Offbeat, la revista del New Orleans Jazz & Heritage Festival en 2009.
Desde hacía muchos años, Eaglin vivía en St. Rose, en los suburbios de Nueva Orleans, con su mujer Dorothea. Aunque no hacía muchos espectáculos en vivo, regularmente actuaba en el Rock n' Bowl en Nueva Orleans y también en el New Orleans Jazz & Heritage Festival.

## Discografía

### Álbumes originales
- 1958 New Orleans Street Singer recordings made by Dr Harry Oster, of Louisiana State University. March 1958
- 1959 New Orleans Street Singer (Smithsonian Folkways 2476)
- 1960 Message from New Orleans (Heritage 1002)
- 1971 The Legacy of the Blues Vol. 2 (Sonet)
- 1978 Down Yonder - Snooks Eaglin Today! (Sonet 752)
- 1987 Baby, You Can Get Your Gun! (Black Top)
- 1989 Out of Nowhere (Black Top 1049)
- 1992 Teasin' You (Black Top 1072)
- 1995 Soul's Edge (Black Top 1112)
- 1996 Soul Train from 'Nawlins: Live at Park Tower Blues Festival '95 (P-Vine) (Released in 1997 in the U.S. as Live in Japan [Black Top])
- 1997 Live in Japan (Black Top 1137)
- 2002 The Way It Is (Money Pit)

### Álbumes de recopilación
- 1959 New Orleans Washboard Blues (Folk-Lyric 107)
- 1964 Portraits in Blues Vol. 1 (Storyville 146)
- 1964 Blues from New Orleans Vol. 2 (Storyville 140)
- 1971 The Legacy of the Blues Vol. 2 (Sonet 625)
- 1983 New Orleans 1960-1961 (Sundown 709-04)
- 1996 Heavy Juice, The Blues Collection Vol. 75 (Orbis BLU 075)
- 2003 The Best of .. (Grammercy 182)
- 2004 The Blues of Snooks Eaglin & Boogie Bill Webb (Storyville 8054)

#### Harry Oster registros
- 1961 That's All Right (Prestige/Bluesville 569)
- 1991 Country Boy Down in New Orleans (Arhoolie 348)
- 1994 New Orleans Street Singer (Storyville 8023)

#### Imperial
- 1995 The Complete Imperial Recordings (Capitol 545)

### Single
- 1960  Yours Truly-Nobody knows (Imperial 5671)
- 1962  Going to the River-I'm slippin' in (Imperial 5802)
- 1962  Nothing Sweet As You-Don't Slam The Door (Imperial 5823)
- 1963  Country Boy-Alberta (Storyville 45056)